# انچور (کنتاکی)
انچور، کنتاکی (به انگلیسی: Anchor, Kentucky) یک منطقهٔ مسکونی در ایالات متحده آمریکا است که در کنتاکی واقع شده‌است.

## خصوصیات
انچور ۴۱۳٫۰۱ متر بالاتر از سطح دریا واقع شده‌است.